# アグイ

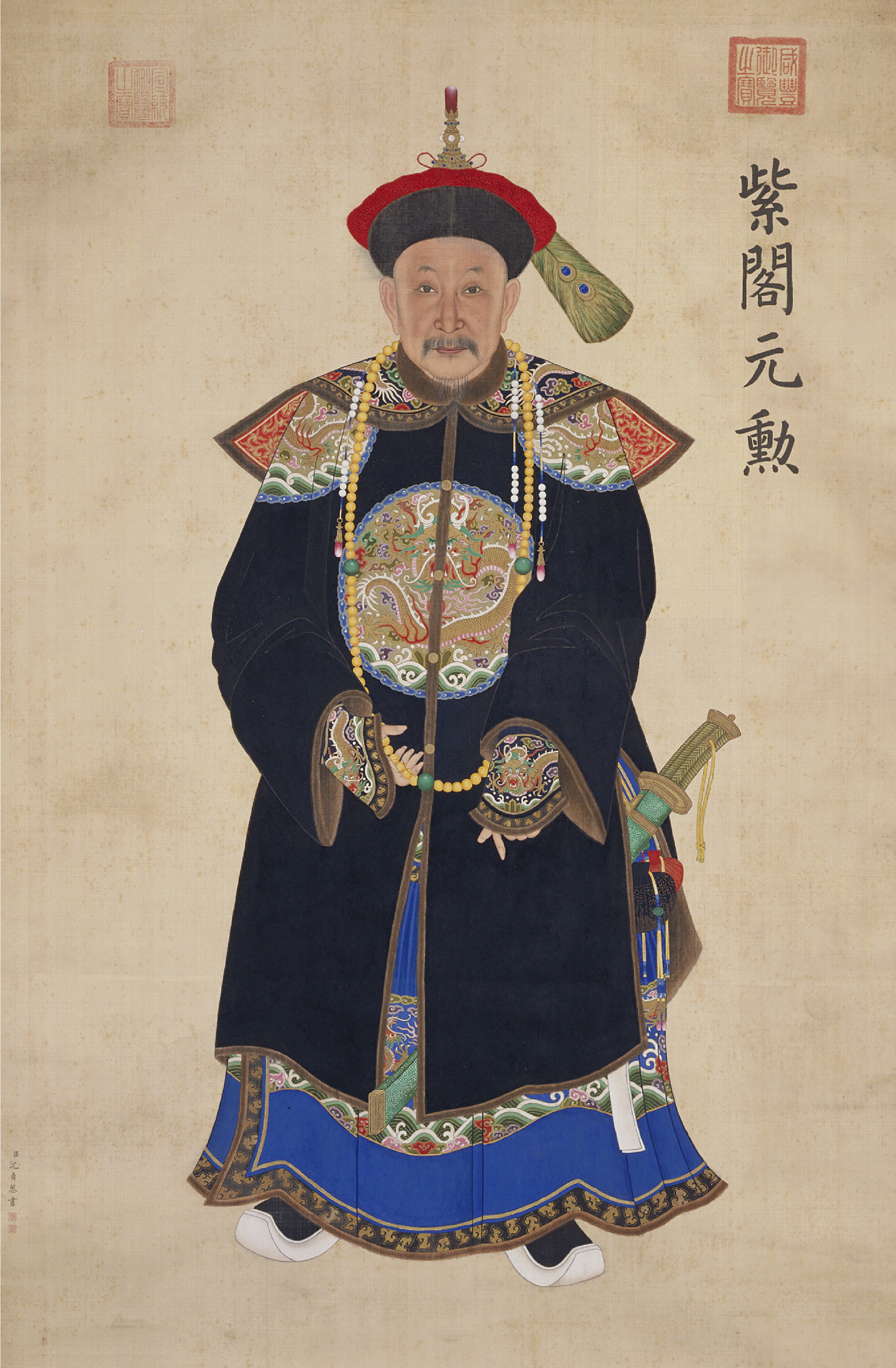
アグイ

アグイ（満州語：ᠠᡤᡡᡳ、転写：agūi、漢字:阿桂、拼音: āguì 、康熙56年8月3日（1717年9月7日） - 嘉慶2年8月21日（1797年10月10日））は、中国清代の武将、官員。字は広廷。
満洲正藍旗人（のちに正白旗人）。乾隆帝に仕え、ジュンガルの平定、カシュガル・ホージャ兄弟の反乱の鎮圧、ミャンマーのコンバウン王朝への出兵、四川省辺境の平定、甘粛省の回族反乱の鎮圧、黄河の治水事業などにあたった。イリ将軍、兵部尚書、吏部尚書を歴任し、武英殿大学士兼首席軍機大臣に至った。